# Melanesobasis flavilabris
Melanesobasis flavilabris är en trollsländeart som först beskrevs av Selys 1891.  Melanesobasis flavilabris ingår i släktet Melanesobasis och familjen dammflicksländor. Inga underarter finns listade i Catalogue of Life.